# Ceresium nanyoanum
Ceresium nanyoanum là một loài bọ cánh cứng trong họ Cerambycidae.